# Лара Делла Меа
Лара Делла Меа (італ. Lara Della Mea) — італійська гірськолижниця, призер чемпіонату  світу.
Бронзову медаль світової першості Делла Меа здобула на чемпіонаті 2019 року в змаганнях змішаних команд.  

## Результати чемпіонатів світу
| Рік  | Вік | Слалом | Гігантський слалом | Супергігант | Швидкісний спуск | Комбінація | Командні |
| ---- | --- | ------ | ------------------ | ----------- | ---------------- | ---------- | -------- |
| 2019 | 20  |        |                    |             |                  |            | 3        |